# It's So Hard
"It's So Hard" es una canción escrita e interpretada por John Lennon, que apareció por primera vez en 1971 en su álbum Imagine. Poco después del lanzamiento del álbum, la canción fue lanzada como el lado B del sencillo "Imagine". En México fue lanzado en un EP con "Imagine", "Oh My Love" y "Gimme Some Truth". En 1986, una actuación en directo del 30 de agosto de 1972 fue lanzado el álbum en vivo de Lennon Live in New York City.

## Letra y música
Según el autor John Blaney, la letra de "It's So Hard" representan un resumen de la lucha de Lennon con problemas de la vida. La letra describe una actitud de Lennon hacia la vida, quejándose de las dificultades y la necesidad de comer y amar, y señaló que a veces las cosas se ponen tan difíciles que quiere dejar de intentarlo. Él sólo encuentra consuelo en su amante. El autor Andrew Grant Jackson interpreta la canción que demuestra la dificultad de lograr la utopía de la visión en su canción "Imagine", que fue lanzado como el lado A de la de tipo individual "It's So Hard", debido a la monotonía de la vida cotidiana. La canción incorpora doble sentido como "bajando", que se utiliza para referirse a "renunciar" al principio de la canción, sino que se refiere a sexo oral después de la canción. A pesar de la frase del título "It's So Hard", sirve como un doble sentido sexual cuando se utiliza en la parte de la canción que describe cuando el cantante está con su amante y las cosas son buenas.
"It's So Hard" es un hard rock blues en la canción. El crítico musical Mellers Wilfrid realmente considera la línea vocal que se basa en el evangelio y la música del alma, pero afirma que el uso de la canción de cuartos afiladas y relaciones falsas que da un duro rock-bottom realidad comparable con la de los azules genuinas, primitivas. Los principales instrumentos son sólo Lennon en la guitarra, Klaus Voorman en el bajo y Jim Gordon en la batería. Además, los instrumentales incluyen cadenas desempeñado por los Fiddlers Flux y un saxofón solista interpretado por King Curtis.

## Grabación
"It's So Hard", fue grabado entre mayo y junio de 1971 en los estudios Sonido Ascot, Ascot y Record Plant East, de Nueva York . Fue la primera canción grabada en Ascot, ya que se considera una buena prueba para el nuevo estudio, siendo una simple melancolíca canción. La parte Flux Fiddlers y la ruptura fueron saxofón overdubbed en The Record Plant de Nueva York.
El saxofón fue tocado por King Curtis quien tocó en muchos jazz y pop grabaciones de los años 1950 y 1960, incluyendo el éxito de The Coasters de 1958, Yakety Yak. Fue una de sus últimas grabaciones de música que participó, ya que fue asesinado un mes antes de la versión de EE. UU. de Imagine. Su ruptura saxo para "It's So Hard", fue grabado el 4 de julio de 1971.
Klaus Voormann, un viejo amigo de los Beatles y diseñador de la portada del álbum Revolver, toca el bajo en la canción.

## Personal
Las personas que participaron en la grabación de esta canción fueron:
- John Lennon - Voz, guitarra solista, piano eléctrico.
- Klaus Voorman - Bajo eléctrico
- King Curtis - Saxofón
- Jim Gordon - Batería, pandereta.
- The Fiddlers Flux - Cuerdas